# Goldenes Dreieck (Asien)

Hauptanbaugebiet von Opium

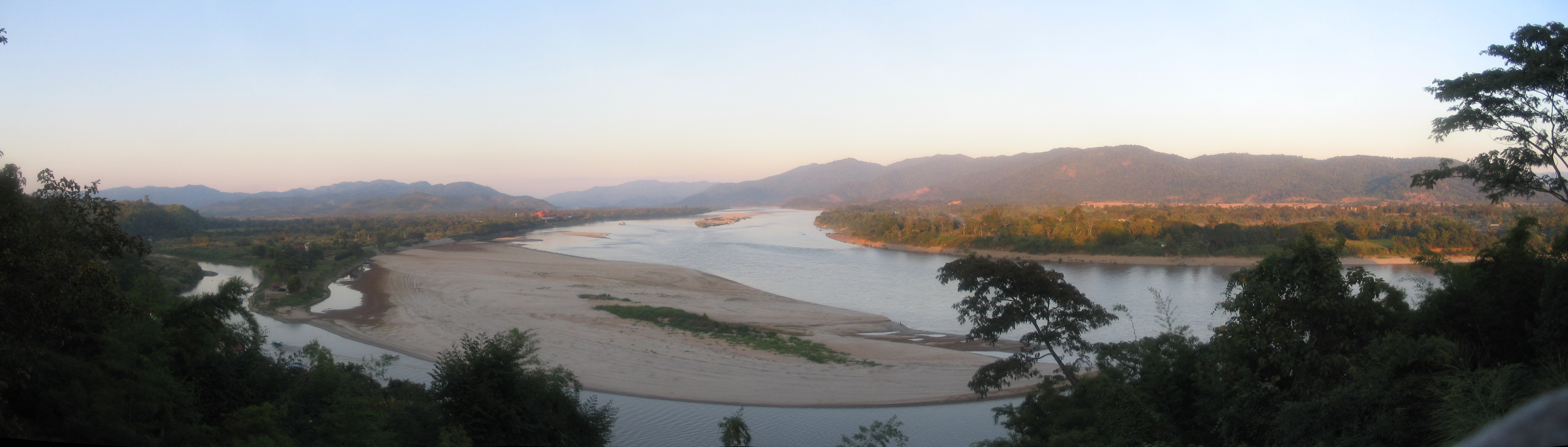
Mekong am Goldenen Dreieck

Das Goldene Dreieck ist eine Region im Grenzgebiet der Staaten Laos, Thailand und Myanmar, in der Schlafmohn (Papaver somniferum) angebaut und zu Heroin verarbeitet wird. Die Bedeutung des Goldenen Dreiecks als Lieferant für den weltweiten Heroinmarkt ist durch die Drogenproduktion in Afghanistan deutlich gesunken.
Geografisch gesehen ist das Goldene Dreieck der Ort, wo der Fluss Ruak in den Mekong mündet.

## Begriff
Das Goldene Dreieck ist ein Synonym für die Opium- bzw. Heroinherstellung und den Drogenhandel in Südostasien. Der Begriff stammt aus dem Jahr 1971. Er geht zum einen auf die geometrische Form der ein Dreieck bildenden Länder Myanmar, Thailand, und Laos zurück, zum anderen wahrscheinlich auf das Gold, mit dem chinesische Händler anfänglich das Opium bezahlten.
Der Goldene Halbmond mit dem Zentrum Afghanistan ist das zentralasiatische Pendant des Goldenen Dreiecks und aktuell das bedeutendere der beiden opiumproduzierenden Gebiete.

## Lage

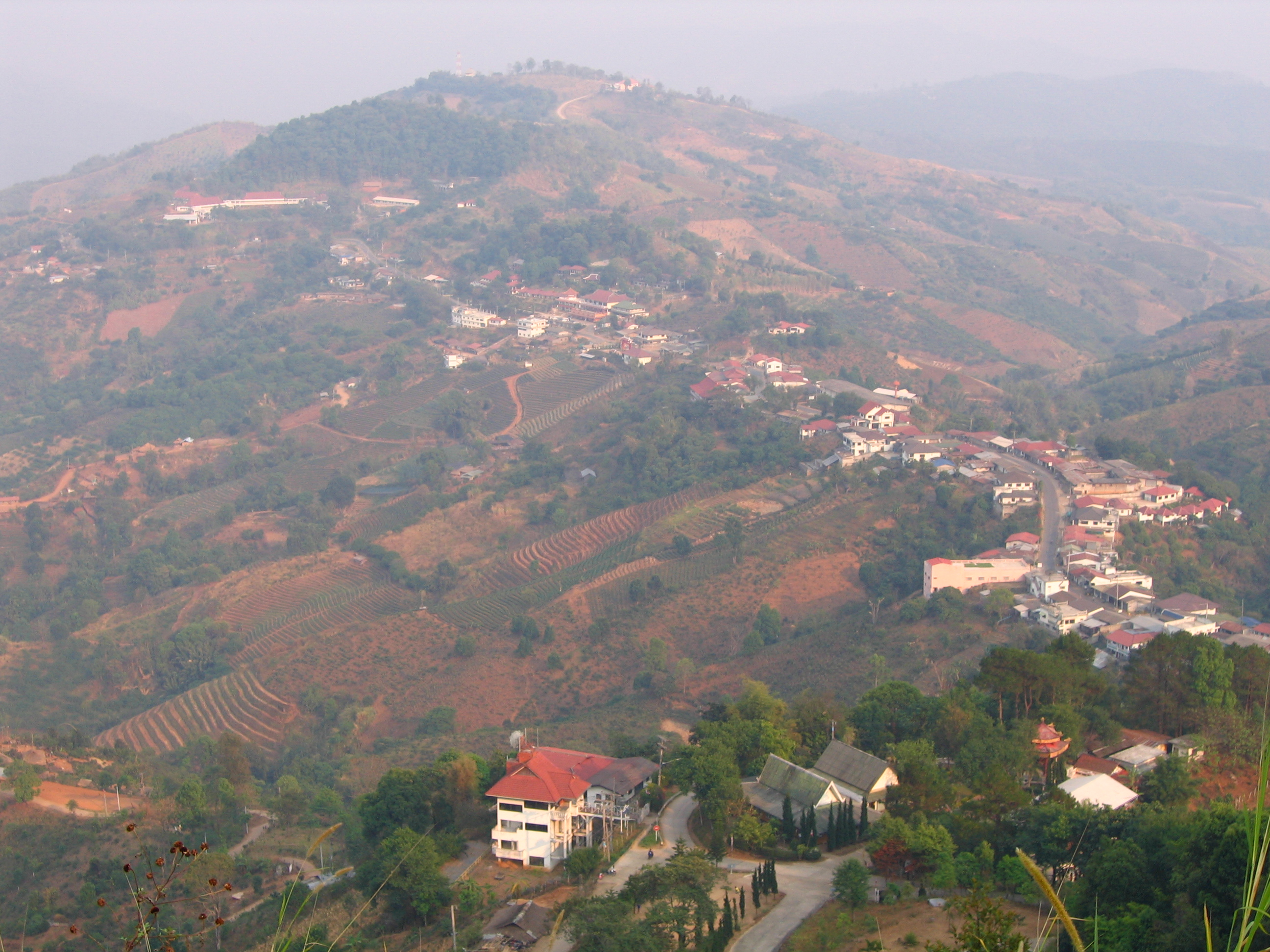
Mae Salong mit Teeplantagen, Provinz Chiang Rai, Nordthailand.

Lage und Größe des Goldenen Dreiecks werden sehr unterschiedlich beschrieben, was vor allem daran liegen mag, dass dem Schlafmohnanbau räumlich und zeitlich keine festen Grenzen zugeordnet werden können. Einigkeit besteht darin, dass der Kern durch das Dreiländereck gebildet wird.
Während die thailändische Tourismusindustrie die Mündung (20° 21′ 20″ N, 100° 4′ 53″ O) des Ruaks in den Mekong beim Dorf Sop Ruak (Amphoe Chiang Saen) als Goldenes Dreieck vermarktet, umfasst das Goldene Dreieck nach anderen Quellen ein sehr viel größeres Gebiet, dem neben dem Norden Thailands und Laos’ und dem Osten Myanmars (Shan-Staat) u. a. Mong La, häufig auch das südchinesische Grenzgebiet zu Myanmar und Laos (Xishuangbanna, Provinz Yunnan) und sogar der Nordwesten Vietnams zugerechnet wird.
Dieses Gebiet wird überwiegend von tibetobirmanisch-, Hmong-Mien-, Mon-Khmer- und Tai-sprachigen Ethnien besiedelt, die sich in ihrem Lebensstil deutlich von der Mehrheitsbevölkerung der jeweiligen Staaten unterscheiden und zum Teil als „Bergvölker“ (bzw. in Laos als Lao Soung oder Lao Theung) bezeichnet werden. Der US-amerikanische Politologe und Anthropologe James C. Scott zählt diese Region zu Zomia, womit er die Hochländer Südostasiens bezeichnet, die eine sehr hohe ethnische und sprachliche Vielfalt aufweisen und deren Bewohner sich lange Zeit der Kontrolle durch die umliegenden Staaten entzogen haben.

## Schlafmohnanbau

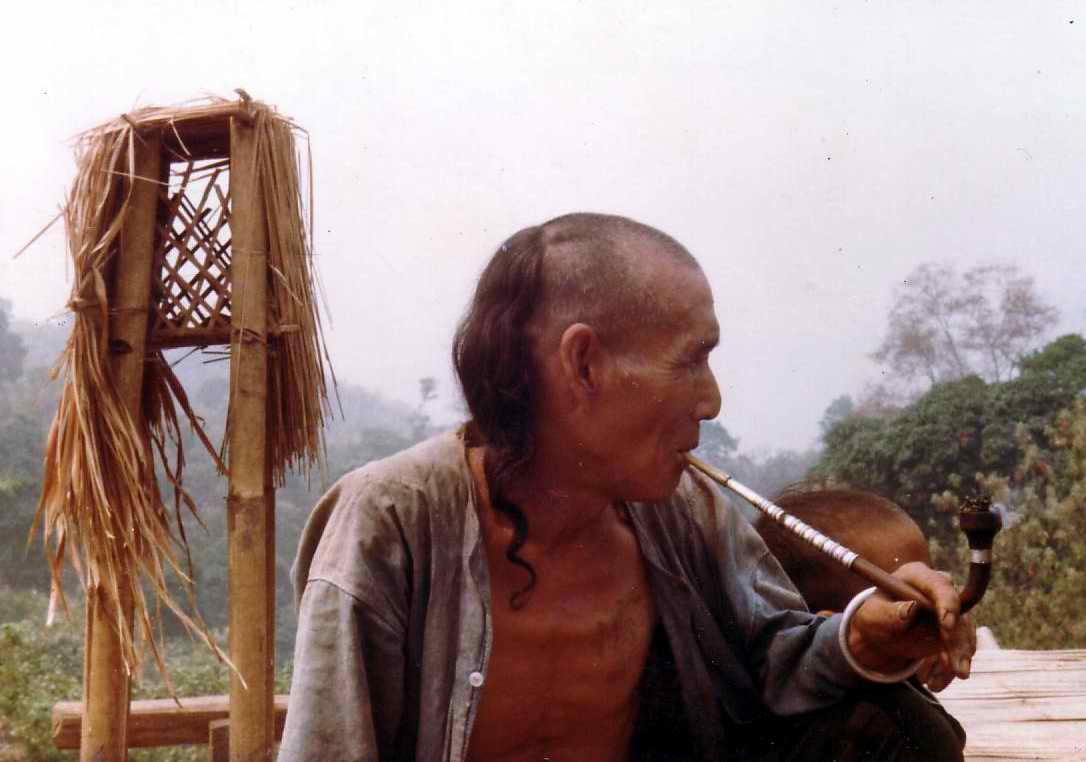
Akha-Mann mit Opiumpfeife.

Der Schlafmohnanbau im Goldenen Dreieck geht auf die Einwanderung der verschiedenen Ethnien aus China zurück. Er hat bei mehreren Ethnien dieser Region eine lange Tradition. Besonders ältere Leute rauchen Opium als in der Gesellschaft akzeptiertes Genussmittel. Bei den Hmong ist Opium auch schon immer zum Handel erzeugt worden, anfänglich nur für den chinesischen Markt. Später kauften die Franzosen während ihrer Kolonialherrschaft in Indochina den Hmong Opium in großen Mengen ab.
Nach dem Sieg der Kommunisten unter Mao Zedong über die Kuomintang kamen viele Chinesen in die angrenzenden Länder, darunter auch ein ganzes Kuomintang-Regiment ins thailändisch-burmesische Grenzgebiet um den heutigen Ort Mae Salong, die auf der Suche nach Einkommensmöglichkeiten den Drogenhandel weiter ankurbelten.
Südostasiens Rolle als Opiumproduzent stieg durch die Unterdrückung des Mohnanbaus in China und Iran in den fünfziger Jahren weiter an (siehe z. B. die Operation X der GCMA).
Seinen notorischen Ruf als Hochburg der Opium- und Heroinherstellung erlangte das Goldene Dreieck während des Vietnamkriegs, als einerseits der Absatzmarkt für Rauschmittel sprunghaft anstieg und andererseits Gelder aus dem Drogenhandel von der CIA zur Finanzierung verbündeter Armeen, z. B. Hmong-Armee in Laos, verwendet wurden. Die Rauschmittelproduktion stieg aber auch nach dem Ende des Vietnamkriegs bis Ende der achtziger Jahre weiter an (siehe z. B. Khun Sa), eine Folge der verstärkten Nachfrage im Westen.
Die Regierungen der Staaten um das Goldene Dreieck gehen auf verschiedene Weise und mit unterschiedlicher Schärfe gegen den Mohnanbau vor. In Thailand ist der Anbau illegal und das Land hat ihn in seinen Nordprovinzen weitestgehend eindämmen können. Dazu beigetragen haben vor allem der Tourismus, der den Bergvölkern neue Einnahmequellen erschlossen hat (Trekking, Kunsthandwerk), und die gezielte Förderung von Tee- und Kaffee-Anbau (z. B. in Mae Salong). Parallel dazu ist der thailändische Norden mit neuen Straßen und Flugplätzen erschlossen worden, was Polizei und Militär nun eine viel bessere Kontrolle über die Gegend erlaubt.
Im wesentlich ärmeren Laos trifft man im Norden sehr viel häufiger auf Einheimische mit Opiumpfeife. Das Land versucht allerdings ebenso den Tourismus anzukurbeln und kann dabei einige Erfolge aufweisen (z. B. Luang Prabang).
In Hotels, Wats, Restaurants, Trekking- und Tour-Agenturen finden ausländische Besucher Hinweise zum Kontakt mit den Bergvölkern, die neben verschiedenen anderen Verhaltensmaßregeln auch dazu auffordern, auf gar keinen Fall selber Opium zu rauchen, da der Effekt besonders auf die einheimische Jugend desaströs ist.
Diese Bemühungen der Nachbarstaaten führten somit dazu, dass Myanmar der größte Opiumerzeuger des Goldenen Dreiecks wurde.